# Conselho Federal de Medicina
O Conselho Federal de Medicina (CFM) é uma autarquia que possui atribuições constitucionais de fiscalização e normatização da prática de medicina no Brasil. Criado em 1951, o CFM, além de atribuições como o registro profissional do médico e a aplicação de sanções do Código de Ética Médica, adquiriu funções que atuam em prol da saúde da população e principalmente dos interesses da classe médica.

## Ligações externa
- Website do Conselho Federal de Medicina (Portal Médico)